# WTCC cseh nagydíj
A WTCC cseh nagydíjat a Masaryk Circuit-en rendezik meg Brno közelében Csehországban. Az első versenyt 2006 szeptemberében futották, azóta minden év júniusában volt megtartva. 2010-ben augusztusba rendezik a nagydíjat.

## Futamgyőztesek
| Év   | Versenyző                       | Gyártó    | Helyszín | Összefoglaló |
| ---- | ------------------------------- | --------- | -------- | ------------ |
| 2011 | 1. verseny : Robert Huff        | Chevrolet | Brno     | Összefoglaló |
| 2011 | 2. verseny : Yvan Muller        | Chevrolet | Brno     | Összefoglaló |
| 2010 | 1. verseny : Robert Huff        | Chevrolet | Brno     | Összefoglaló |
| 2010 | 2. verseny : Andy Priaulx       | BMW       | Brno     | Összefoglaló |
| 2009 | 1. verseny : Alessandro Zanardi | BMW       | Brno     | Összefoglaló |
| 2009 | 2. verseny : Sergio Hernández   | BMW       | Brno     | Összefoglaló |
| 2008 | 1. verseny : Alessandro Zanardi | BMW       | Brno     | Összefoglaló |
| 2008 | 2. verseny : Gabriele Tarquini  | SEAT      | Brno     | Összefoglaló |
| 2007 | 1. verseny : Félix Porteiro     | BMW       | Brno     | Összefoglaló |
| 2007 | 2. verseny : Jörg Müller        | BMW       | Brno     | Összefoglaló |
| 2006 | 1. verseny : Jörg Müller        | BMW       | Brno     | Összefoglaló |
| 2006 | 2. verseny : Robert Huff        | Chevrolet | Brno     | Összefoglaló |